# Josep Ramon Lluch
Josep Ramon Lluch Quilis es un periodista, productor audiovisual y editor español.

## Biografía
A finales de los años 1980 dirigió el semanario El Temps. A principios de los años 1990 fue jefe de programas de Ràdio 9. Posteriormente pasó a Canal 9 donde presentó el exitoso programa Carta blanca —también denominado «Parle vosté, calle vosté» en otras temporadas—, que llegó a tener picos de audiencia de casi cuarenta por ciento. En este programa se dieron a conocer personajes como el Padre Apeles, Bienvenida Pérez o Juan Adriansens. Años después, creó una productora que ha hecho programas de testigos a TVE, y a muchas televisiones privadas. 
Es director de la productora audiovisual «La Granota Groga», y uno de los promotores de Periférico Ediciones, sello editorial que publica entre otros a Feliu Formosa, Ramon Guillem Alapont, Manel Garcia Grau, Vicenç Llorca o Josep Maria Sala-Valldaura, entre otros. La editorial recibió el Premio Josep Chulvi en 2009 por su apoyo a los autores que se expresan en valenciano. Es muy crítico con la política lingüística y audiovisual del Gobierno valenciano que culminó con el cierre de Radiotelevisión Valenciana (RTVV), después de una «gestión desastrosa» a favor de firmas lejanas vinculadas con el partido político al poder, que según él causaron el fin de la producción valenciana propia. El 2013 fue uno de los promotores de la creación Uniprova, una empresa confederativa de 21 empresas de producción audiovisuales con raíces a las tres provincias valencianas. Desde 2015 es director de antena en 7 Televisión Región de Murcia.